# Adelaide Maraini-Pandiani
Adelaide Pandiani épouse Maraini (née le 30 juin 1836 à Milan, morte le 24 mars 1917 à Rome) est une sculptrice italienne.

## Biographie

Erma, vers 1890.

Adélaïde Pandiani vient d'une famille de sculpteurs : son père Giovanni, ses oncles Innocente et Agostino, son cousin Costantino. Sa mère est Marianna de Gasperis.
Adélaïde commence à apprendre l'art auprès de son père et à l'Académie des beaux-arts de Florence auprès de Giovanni Dupré.
En 1862, elle épouse le riche industriel et financier de Lugano Clemente Maraini, elle a deux enfants, Clemente (en 1864) et Adelaide (en 1868). Elle s'installe avec sa famille à Rome. Elle fréquente l'écrivain Carlo Dossi, ami de longue date de la famille Pandiani. Elle séjourne souvent dans la villa de son mari à Lugano, ville dont elle prend la citoyenneté en 1862 et où plusieurs de ses œuvres sont conservées.
Elle participe à l'Exposition Universelle de Paris en 1867 et en 1878, à Milan en 1881 et 1891, à Lugano en 1891 et, pour la dernière fois, en 1913. Elle attire l'attention avec une modélisation élégante de caractère académique, comme avec l'œuvre Te Precor, créée entre 1880 et 1883. Elle prend des influences de la période romantique et de la Scapigliatura tardive.